# Pina Ercolano
Pour les articles homonymes, voir Ercolano (homonymie).
Pina Ercolano, née le 26 juin 1990, est une nageuse kényane.

## Carrière
Pina Ercolano obtient la médaille de bronze du relais 4 x 100 mètres nage libre aux Championnats d'Afrique de natation 2008 à Johannesbourg.